# Вовк, Сергей Мирославович
Сергей Мирославович Вовк (1953—2005) — российский учёный. Доктор технических наук, профессор, лауреат Премии Правительства России.

## Биография
Родился 23 октября 1953 года в поселке Малая Хета Усть-Енисейского округа Красноярского края.
Окончил школу в Тюмени (1970) и физико-технический факультет Уральского политехнического института им. С. М. Кирова (1976).
- 1989 — кандидат химических наук.
- 2000 год — доктор технических наук по специальности «Техника физического эксперимента, физика приборов, автоматизация физических исследований».

Руководил работами по внедрению методов лазерной диагностики для разработки технологии неорганических сорбентов, созданию лазерно-спектроскопической базы для разработки ядерных газовых реакторов, разработке технологии производства сверхчистых газов, новых медицинских технологий в области ксеноновой медицины и оптической диагностики рака.
Занимался продвижением наукоёмкой продукции в Европе, США и Юго-Восточной Азии с поставками в крупные зарубежные фирмы.
Член Совета директоров нескольких компаний. С 1996 года директор ГУДП НИКИЭТ «Техноцентр — Лазерная диагностика и чистые технологии».
Лауреат Премии Правительства РФ 2000 года.
Соавтор 6 монографий, большого числа статей в областях лазерной диагностики, технологий и материалов очистки, новых медицинских технологий. Ни одного изобретения не сделал сам, все изобретения коллективные. Сумма частей приходящихся на его долю составляет 4,35174 полных изобретений.
С 2000 г. — профессор УГТУ-УПИ. Участвовал в создании на кафедре экспериментальной физики УГТУ-УПИ новой специальности «Инженерное дело в медико-биологической практике». Профессор Уральской государственной сельскохозяйственной академии
Отравлен клофелином на вокзале Екатеринбурга 13 июля 2005 года. Похоронен на городском кладбище города Заречный.